# أندريا دي لويزا
أندريا دي لويزا (13 مايو 1982 بنابولي في إيطاليا - ) هو ملاكم إيطالي، صنّف ضمن فئة الوزن المتوسط السوبر ‏ والوزن الثقيل الخفيف ‏.

## إحصائيات
خاض خلال مسيرته 23 نزالا، فاز في 19  وخسر في 4. فاز بالضربة القاضية في 14 نزالا.

## روابط خارجية
- أندريا دي لويزا على موقع بوكس ريك (الإنجليزية) (registration required)